# Monster Island (film, 2019)
Pour plus de détails, voir Fiche technique et Distribution.
Monster Island est un téléfilm de monstres de science-fiction, produit par The Asylum, sorti en 2019. Fidèle au thème principal de The Asylum, à savoir les mockbusters, il est sorti la même année que le film de monstres Godzilla 2 : Roi des monstres (2019).
Monster Island a été diffusé pour la première fois le 1er juin 2019 sur la chaîne Syfy, exactement un jour après Godzilla 2 : Roi des monstres.

## Synopsis
Une équipe de géologues collabore avec les garde-côtes néo-zélandais pour lutter contre deux kaijū se battant l’un contre l’autre : une étoile de mer géante surnommée Tengu, qui engendre une progéniture ressemblant à un dragon, et une montagne humaine ressemblant à un golem.

## Distribution
- Eric Roberts : Général Horne
- Toshi Toda : Lieutenant Maxwell
- Adrian Bouchet (VF : Christophe Hespel) : Billy Ford
- Natalie Robbie : Sarah Murray
- Donna Cormack Thomson : Cherise Ramon
- Chris Fisher : Riley James
- Jonathan Pienaar : capitaine Mato
- Margot Wood : Rena Hangaroa
- Meghan Oberholzer : Susan Meyerhold
- Ryan Kruger : le navigateur Thompson
- Lindsay Sullivan : le capitaine Hansen

## Production

### Tournage
Monster Island a été filmé au Cap, en Afrique du Sud, à Los Angeles, en Californie, et en Nouvelle-Zélande,.

## Versions
Monster Island a été diffusé deux fois lors de sa première télévisée le 1er juin 2019. Exactement douze jours plus tard, il est sorti en DVD le 13 juin. Trois mois plus tard, Monster Island était disponible en vidéo à la demande le 13 septembre.

## Accueil

### Réception critique
Phil Wheat de Nerdly a déclaré à propos du film : « Je ne vais pas mentir, c’est encore un autre film d'effets spéciaux numériques à petit budget de The Asylum et si vous n’aimez pas ce genre de choses, vous n’allez pas aimer ça. Mais... mais, si vous êtes comme moi et que vous vivez pour ces films de série B ringards et glorieusement exagérés, alors il y a BEAUCOUP à recommander à propos de Monster Island. »